# Chartreuse de Delft
La chartreuse Saint-Barthélemy de Delft, en néerlandais : Kartuizerklooster Sint-Bartholomeus in Jeruzalem, en latin : Domus Vallis Sancte Bartholomei in Jerusalem, étaient une ancienne chartreuse, au bord du Buitenwatersloot (nl), à l'extérieur de Delft, en direction de Den Hoorn, dans la province de Hollande-Méridionale, aux Pays Bas.

## Histoire
La chartreuse est fondée en 1470 par Frank van Borselen et est incorporée à l’ordre des chartreux en 1471. Un prieur de Delft, Jean Schulling, joue un rôle dans la fondation de Louvain en 1491 ; depuis, les relations entre les deux maisons sont fréquentes.
Dans les années 1530 et 1532, la maison est gravement endommagée par des inondations. En 1536, un incendie de la ville aggrave la situation.
En 1572, lors de la Révolte des Pays-Bas, les chartreuses de Delft et de Ruremonde sont attaquées. À l'approche des troupes de gueux de mer de Guillaume II de La Marck, les citoyens de Delft décident de démolir les monastères en dehors de la ville, pour empêcher les gueux d'y rester. Les chartreux doivent se réfugier à l'intérieur des murs de la ville. La ville passe du côté du prince protestant. La communauté est dispersée dans différentes maisons des Pays-Bas méridionaux et de la province du Rhin.

## Prieurs et moines notables
- Judocus, Joost ou Justus van Schoonhoven (1535-†1572), originaire de Gouda, profès, sacristain de la chartreuse de Delft, décore des manuscrits enluminés; Il est martyrisé par les gueux de mer, à Brielle, le 31 juillet 1572, connu sous le nom de „Salighe Joost”, bien que ce titre n'a jamais reçu de confirmation officielle[1],[2].